# Široké
Široké je obec nacházející se na východním úpatí pohoří Branisko v okrese Prešov na Slovensku. Obec má přibližně 2 400 obyvatel.

## O obci
Katastr obce Široké leží na východních svazích pohoří Branisko a v horní části údolí Velké Svinky v nadmořské výšce s rozsahem od 483 do 1170,5 m. Je součástí Šarišské vrchoviny a jejího podcelku Širocké brázdy. Obec Široké je v západní části okresu Prešov nejlidnatější a nejrozvinutější z hlediska infrastruktury a podnikatelských aktivit. V centru obce upoutají návštěvníky velké budovy kulturně-obchodního střediska a polyfunkční objekt, ve kterém je umístěno: zdravotní středisko s obecným lékařem pro dospělé, lékařem pro děti a dorost, gynekologem a zubním lékařem, lékárna, Základní umělecká škola v Širokém, rychlá zdravotní služba, obecní nájemní byty a garáže.
Ve zrekonstruovaném římskokatolickém farním kostele sv. Mikuláše je zachován posmrtný epitaf z červeného mramoru biskupa Ladislava Širokayho - širockého rodáka, který zemřel v roce 1487. V obci se zachovaly i dvoje historické sluneční hodiny.
Dne 20. listopadu 1997 začali motoristé využívat nově postavenou dálnici u obce, která ústí do prvního dálničního tunelu na Slovensku - tunelu Branisko. Ten byl do užívání slavnostně předán 29. června 2003.
Okolí obce a hornatý terén pohoří Branisko poskytuje vhodné podmínky pro pěší turistiku, cykloturistiku a biatlonové tratě. Nově vybudovaný sportovní stadion podporuje rozvoj nejen fotbalu. Obec se může pochlubit také náročnou motokrosové tratí, na které se konají různé mistrovské závody v motokrosu.

## Dějiny
Široké se do prvního písemného záznamu dostalo 21. února 1320, když se před konventem v Spišské Kapitule konalo dědické dělení panství Svinia s 22 vesnicemi, samotnou a hradem. Majetek zeměpána Meršeho se přímo přepisoval na vnuky Mikuláše, Petra, Merše mladšího a Dominika z rodu Aba. Čtyři bratři, synové Benedikta, si rozdělili mezi sebou celé dědictví tak, že každý dostal čtvrtinu vesnice Svinia a několik okolních vesnic. V dokumentu se říká: "... dále Dominik přijímá čtvrtou část vesnice Svinia, která leží naproti souhvězdí Velkého vozu a čtvrtou část pevnosti Šariš (Lipovce). Z vnějších vesnic vesnici Pank, vesnici Syroka, vesnici Laz (Šarišské Lužianky) a vesnici Víťaz, Starý i Nový". Název vesnice se bez podstatné změny používá i v pozdějších listinách: Syroka 1320, Siroke 1773, Siroka 1785, Schiroka 1786 a Široké od roku 1920.
V roce 1454 dostávají rodiny Frichy, Hedry a Berthoty potvrzení na majetky v Širokém, Fričovcích, Hendrichovcích, Bertotovcích, Krížovanech, Hrabkově, Ovčím, Víťazu a Pohlodově. Společný erb (Aba) a zemanskou listinu získaly rodiny Širokay, Frichy, Hedry a Berthoty v roce 1456. Rod Širokay zanikl, ale jméno obce v příjmení existuje stále, dnes má tvar Širocký. Poslední známý potomek Ladislav Širokay byl pomocný egerský biskup, jakož i egerský kanovník a titulární správce proboštství v Myšli. Dne 25. října 1478 posvětil rozšířenou katedrálu sv. Martina v Spišské Kapitule. Památkou na něj je pozdně gotický posmrtný epitaf z červeného mramoru z roku 1487, umístěný pod chórem kostela.

## Přírodní poměry
V obci se nachází hora Patria (1170 m n. m.).

## Symboly obce

### Znak
V červeném poli štítu na modrém trojvrší bílý (stříbrný) pták (sokol) s rozevřenými křídly a žlutými (zlatými) drápy, zobákem a okem. Podkladem pro znak obce byla obecná pečeť Širokého, pocházející z druhé poloviny 18. století. Jediný známý otisk obecního typáře je uložen ve Státním oblastním archivu v Prešově na písemnosti z 12. března 1787. Jelikož ve sbírce městských a obecních pečetí v zemském archivu v Budapešti se pečeť obce Široké nenachází, při tvorbě obecního znaku lze vycházet pouze ze zmíněného, poměrně špatně zachovaného exempláře. Na pečeti s kruhopisem SIG. (Illum) POS. (Session) SIROCHA s nečitelným letopočtem z 18. století je jako obecné znamení rozeznatelný pták s rozevřenými křídly, sedící na trojvrší. Provedení návrhu bylo zvoleno tak, aby odpovídalo základnímu heraldického pravidlu pro používání barev a kovů, jakož i estetickým nárokům. Je použit pozdněgotický štít, v obecní a městské heraldice nejčastější.
Znak obce schválilo obecní zastupitelstvo 28. června 1995.
Ideový návrh vytvořil PhDr. Peter Kónya a grafický návrh Firma L.I.M. z Prešova.

### Vlajka
Vlajka obce Široké vychází z barev obecního znaku a sestává z barev červená, bílá, žlutá a modrá. Poměr stran je 2:3 a je ukončena zástřihy sahajícími do jedné třetiny délky listu vlajky. Vlajku obce chválilo obecní zastupitelstvo 28. června 1995.

### Pečeť
Pečeť obce tvoří znak obce s kruhopisem "OBEC ŠIROKÉ".

## Farnost Široké
První gotický kostel v Širokém byl postaven již v 14. století. Byla to první kamenná stavba na území obce, ze které se zachovala krypta pod podlahou dnešního kostela.

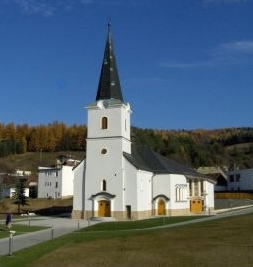
Kostel sv. Mikuláše v Širokém

Po požáru kostela v roce 1773 ho nahradil nový, jednolodní, pozdněgotický, který ve své podobě sloužil Širočanům až do roku 1941. V letech 1941 až 1943 byl tento kostel kromě chóru a věže zcela zbořen.
Vybudován byl nový, v pořadí již třetí kostel. Po bocích hlavní lodi byly přistavěny dvě vypouklé boční lodě a vybudováno bylo i zcela nové sanktuárium. Vnitřek kostela dostal dnešní podobu. V roce 1967 byla na kostele vyměněna barokní věž za osmijehlanovou, která je oproti staré věži o 3 m vyšší. O deset let později, v roce 1977, došlo k zakoupení nových varhan. Odvodnění a nová hladká vnější omítka byla zhotovena v roce 1981 a v roce 1986 byl koupen nový zvon a umíráček. V roce 1990 byly vyhotoveny vnitřní malby a v roce 1994 byla položena měděná krytina kostela. V roce 2001 bylo zavedeno plynové vytápění, vyměněna okna po obou stranách bočních lodí i za hlavním oltářem a zateplen strop kostela minerální vatou. Takový stav trvá po současnost.
Kostel sv. Mikuláše v Širokém byl naposledy zrekonstruován v r. 2005 -2007, slavnostní konsekrace kostela se uskutečnila 14. října 2007. Ve farnosti účinkuje i Sbor sv. Valentýna pod vedením Mgr. Juliany Mihálová.

## Školství

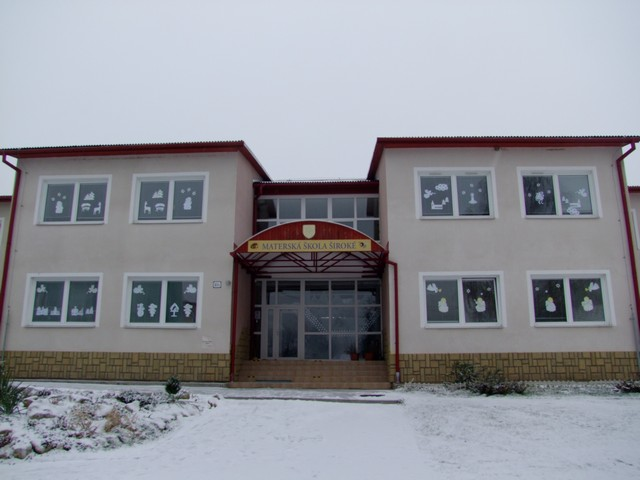
Mateřská škola v obci Široké

V obci je základní devítiletá škola, kde se začalo vyučovat 4. ledna 1962. Základní umělecká škola byla založena 1. září 2003 obcí Široké. Nová moderní Mateřská škola byla postavena v roce 2001.

## Motokros v Širokém
Prvopočátky motokrosu v Širokém sahají do 50. let, kdy tehdejší chlapci zkoušeli jezdit na motorkách nejen na cestách, ale i v terénu. Nejznámější jezdec z tohoto období byl širocký rodák, již zesnulý vícenásobný mistr Slovenska Ladislav Katriňák, otec známého slovenského motokrosového reprezentanta Jaroslava Katriňák. Ve skutečnosti se dá hovořit o motokrosu až v 70. letech, a to ve spojení se jmény jako Eduard Petrovský, Jozef Pribula, Jozef Čuchran, Tomáš Čech, Anton Šofranko a Jozef Drozda. Jozef Drozda byl mistr ČSSR v rámci armádních klubů, v polovině 80. let jako československý reprezentant, který reprezentoval ČSSR na Mistrovství světa v motokrosu a na známých 6 denních MS v enduro.

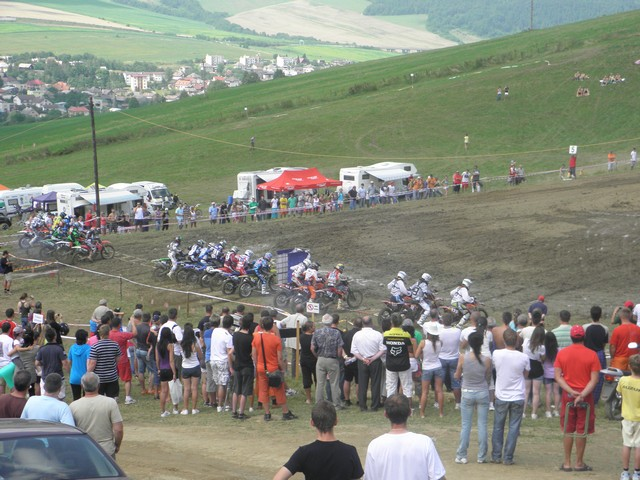
Motokrosová trať v obci Široké

První skutečné motokrosové závody se v Širokém uskutečnily v roce 1986. Po několikaleté odmlce se motokrosové závody v Širokém opět obnovily, a to v letech 1996 - 2002. Po opětovné přestávce byly znovu obnoveny v roce 2007, kdy se konal nultý ročník COUNTRYCROSSU. Od té doby se v Širokém každoročně závodí.
V roce 2009 vznikl CROSS TEAM Široké. V tom samém roce se podařilo zorganizovat dvoje závody, a to v srpnu - Východoslovenský pohár a v říjnu - Celoslovenské finále slovenského poháru. V roce 2010 se konalo mistrovství Slovenska v motokrosových závodech motocyklů jednotlivců pro třídy MX1, MX2 a MX4, MX1 B, MX2B. Byly zařazeny i závody MACEC Cupu ve třídách MX1 a MX2. Jezdci ze Širokého ve třídách MX1 - Marián Čarný se umístil na 6. místě a Ľuboš Beran na 11. místě.

## Rodáci
Rodáky ze Širokého jsou spisovatel Andrej Zábredský, otec Jaroslava Katriňáka, motokrosový závodník Ladislav Katriňák nebo biskup Ladislava Širokay.

## Partnerské obce
- Stará Bystrica (Kysuce)
- Slovenská Ľupča (Horehronie)
- Gmina Brzyska (Polsko, okres Jaslo)
- Rudky (Ukrajina, rajón Lvov)